# 江欠甘珠尔石经墙
江欠甘珠尔石经墙，位于中国青海省治多县治渠乡治加村，为第八批青海省文物保护单位，公布日期为2008年4月10日，类型为石窟寺及石刻。
江欠甘珠尔石经墙的历史年代为宋（始建）。